# رسائل إلى ميلينا
رسائل إلى ميلينا هو كتاب جمع فيه بعض رسائل فرانس كافكا للصحفية التشيكية ميلينا يسنسكا في الفترة من 1920 حتى 1923.

## تاريخ النشر
نشرت الرسائل في الأصل باللغة الألمانية عام 1952 بعنوان "Briefe an Milena"حررها ويلي هاس الذي قرر حذف بعض الفقرات التي اعتقد أنها قد تؤذي بعض الناس الذين كانوا لا يزالون أحياء في ذلك الوقت. أما أول إصدار باللغة الإنجليزية لمجموعة الرسائل تلك فيعود لعام 1953، وقد ترجمها جيمس وتانيا شتيرن. نشرت الرسائل مرة أخرى باللغة الألمانية بعد إعادة الفقرات المحذوفة عام 1986، تبعتها ترجمة باللغة الإنجليزية وضعها فيليب بوهم عام 1990. تضمنت هذه الطبعة بعض رسائل ميلينا إلى ماكس برود، إضافة لأربع مقالات كتبتها ونعي لكافكا.

### الترجمة العربيَّة
نُشرت عدة ترجماتٍ لهذه الرسائل تحت عنوان «رسائل إلى ميلينا»، وكان قد تنوعت الأسماء بين "فرانز كافكا" أو "فرانس كافكا"، "ميلينا يسنسكا" و"ميلينا جيسينيسكا". من هذه الترجمات:
- نسخة آفاق للنشر والتوزيع بالتعاون مع الهيئة العامة لقصور الثقافة، صدرت الطبعة الأولى في ديسمبر 1997، من ترجمة الدسوقي فهمي. (ردمك 9789777650755)
- نسخة الأهليَّة للنشر والتوزيع، صدرت الطبعة الأولى عام 2017، من ترجمة هبة حمدان.[2] (ردمك 9786589090199)
- نسخة دار الرافدين للطباعة والنشر والتوزيع، صدرت الطبعة الأولى عام 2018، من ترجمة علي سعد. (ردمك 9781773225128)
- نسخة دار كنوز للنشر والتوزيع ومنشورات البندقية للنشر والتوزيع، صدرت الطبعة الأولى عام 2019. (ردمك 9789777095044)
- نسخة دار التنوع الثقافي، صدرت الطبعة الأولى عام 2019، من ترجمة زينة الصباغ. (ردمك 9789933601102)
- نسخة عصير الكتب للنشر والتوزيع، صدرت الطبعة الأولى عام 2019، من ترجمة سماح الجلوي. (ردمك 9789776547117)
- نسخة دار الرواية العربية للنشر والتوزيع، صدرت الطبعة الأولى عام 2020، من ترجمة ديانا أشة. (ردمك 9789923747193)

## اقتباس
إن إمكانية كتابة رسائل بسهولة لا بد أن تكون قد جلبت الخراب والدمار للنفوس في هذا العالم. كتابة الرسائل في الواقع هو بمثابة اجتماع مع الأرواح، وهذا لا يعني روح المرسل إليه فحسب، بل الأشخاص الذين يملكون روحاً أيضاً، وهذا يتطور سراً في الرسالة التي يكتبها المرء.